# 東帝汶婦女
東帝汶傳統上是一個父權社會，因此東帝汶女性受到較多的限制。家庭暴力、強姦和性奴隸是東帝汶婦女常見的苦難。

## 傳統角色
東帝汶女性被期望留在家中而不能獨自外出，而且女性在經濟上依賴於丈夫。

## 家庭暴力
2010年，政府通過了《反家庭暴力法》，開展了一項旨在提高公眾意識的教育活動，但未能保護女性。 女性在控告家庭暴力案件時面臨很多挑戰，譬如：她們在經濟上依賴丈夫，離婚後很難生活下去、社會將家庭暴力視為私人問題、有些女性甚至不知道家庭暴力是犯罪、法院堵塞家庭暴力案件及肇事者的判刑過於寬鬆。 基於這些挑戰，家庭暴力問題仍然普遍存在。

## 強姦和性騷擾
不少東帝汶女性在婚姻或其他親密關係中面臨強姦，更糟糕的是，34％的女性經歷過任何類型的強姦，59％的強姦男性表示他們在青少年時期和青春期強姦女性。

## 其他讀物
- Martins da Silva, Mira and Susan Kendall. 《東帝汶女性問題：印度尼西亞佔領的後果》 （页面存档备份，存于）, 2002年2月18日 - 2002年2月22日, 雪梨大學, 澳洲.
- 《美拉尼西亞和東帝汶對女性的暴力行為：國際經驗教訓評述》, Office of Development Effectiveness, AusAID, 澳洲政府, 頁1-32.

## 外部連結
- 東帝汶女性地位 （页面存档备份，存于）, AusAIDvideo, 2009年9月7日